# 1-2-스위치
《1-2-스위치》(1-2-Switch)는 닌텐도 스위치를 대상으로 닌텐도가 개발 및 배급한 파티 게임의 하나로, 2017년 3월 3일 전 세계에 출시되었다. 이 게임은 시스템의 조이콘 컨트롤러를 상당 부분 사용하며 플레이어는 서로 마주보며 다양한 미니게임을 수행하게 된다.

## 게임플레이

### 미니게임
- 에어 기타
- 베이비
- 볼 카운트
- 베이스볼
- 비치 플래그
- 복싱
- 카피 댄스
- 댄스 대결
- 먹기 대회
- 고릴라
- 조이콘 돌리기
- 밀크
- 접시 돌리기
- 금고 털기
- 빨리 쏘기
- 돌아온 빨리 쏘기
- 런웨이
- 사무라이 트레이닝
- 면도
- 시그널 플래그
- 주사위 속이기
- 소다 셰이크
- 소드 파이트
- 테이블 테니스
- 텔레폰
- 트레저 체스트
- 위저드
- 젠(禪)

## 개발
닌텐도가 닌텐도 스위치 행사에서 이 게임을 2017년 1월 발표한 이후 닌텐도는 미니게임 중 6개를 대중에게 선보였다. 이 게임은 또한 HD 럼블과 IR 모션 카메라 기능을 통해 닌텐도의 조이콘 기능을 뽐냈다.

## 평가
| 평가 |        |
| --- | ------ |
| 통합 점수 통합사 점수 메타크리틱 58/100 [ 5 ] 평론 점수 평론사 점수 디스트럭토이드 4.5/10 [ 6 ] 게임 인포머 4/10 [ 7 ] 게임스팟 6/10 [ 8 ] IGN 6.8/10 [ 9 ] 닌텐도 라이프 [ 10 ] 닌텐도 월드 리포트 6.5/10 [ 11 ] |        |
| 통합 점수 |        |
| 통합사 | 점수   |
| 메타크리틱 | 58/100 |
| 평론 점수 |        |
| 평론사 | 점수   |
| 디스트럭토이드 | 4.5/10 |
| 게임 인포머 | 4/10   |
| 게임스팟 | 6/10   |
| IGN | 6.8/10 |
| 닌텐도 라이프 | [ 10 ] |
| 닌텐도 월드 리포트 | 6.5/10 |